# Hohnshäuschen
Hohnshäuschen ist ein Ortsteil im Stadtteil Heidkamp von Bergisch Gladbach.

## Geschichte
Der Name Hohnshäuschen ist für die frühneuzeitliche Hofgründung für das Jahr 1700 mit Im Honßgüdtgen belegt. Das Hohns Gut mit zwei Morgen Grundbesitz befand sich im 18. Jahrhundert im Eigentum des Sander Pastorats. Es zählte 1858 drei Bewohner. Der Familienname Hohn war auch Siedlungsname. Er ist als Kontraktionsform aus Hagen (= Wald) hervorgegangen.
1816 wandelten die Preußen die Mairie Bensberg zur Bürgermeisterei Gladbach im Kreis Mülheim am Rhein. Mit der Rheinischen Städteordnung wurde Gladbach 1856 Stadt, die dann 1863 den Zusatz Bergisch bekam.
| Jahr | Einwohner | Wohn- gebäude | Kategorie    |
| ---- | --------- | ------------- | ------------ |
| 1822 | 6         |               | Hofstelle    |
| 1830 | 8         |               | Hofstelle    |
| 1845 | 2         | 1             | Ackergütchen |
| 1871 | 19        | 1             | Einzelhaus   |
| 1885 | 20        | 2             | Wohnplatz    |